# Atkinson Clock Tower

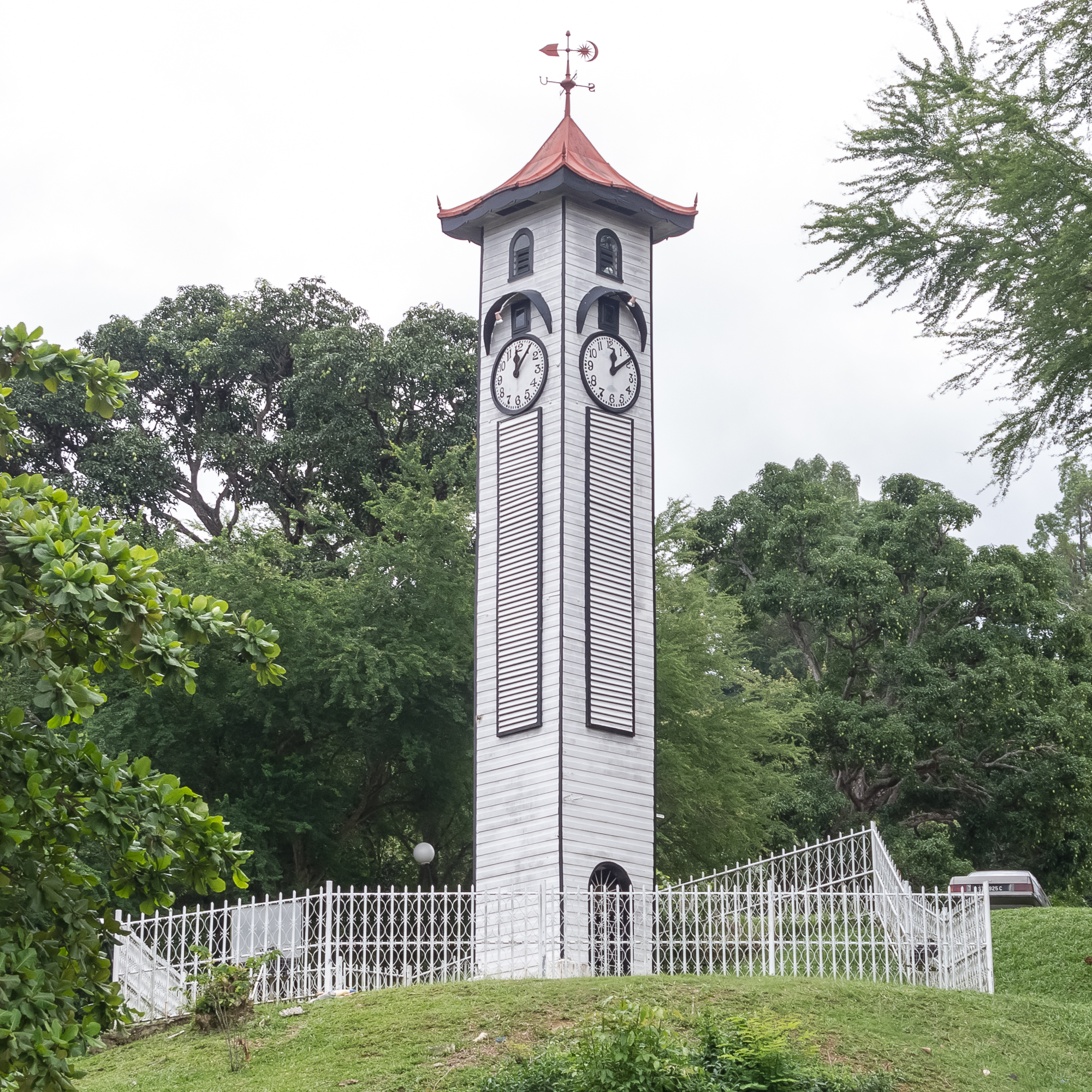
Der Uhrturm Atkinson Clock Tower in Kota Kinabalu

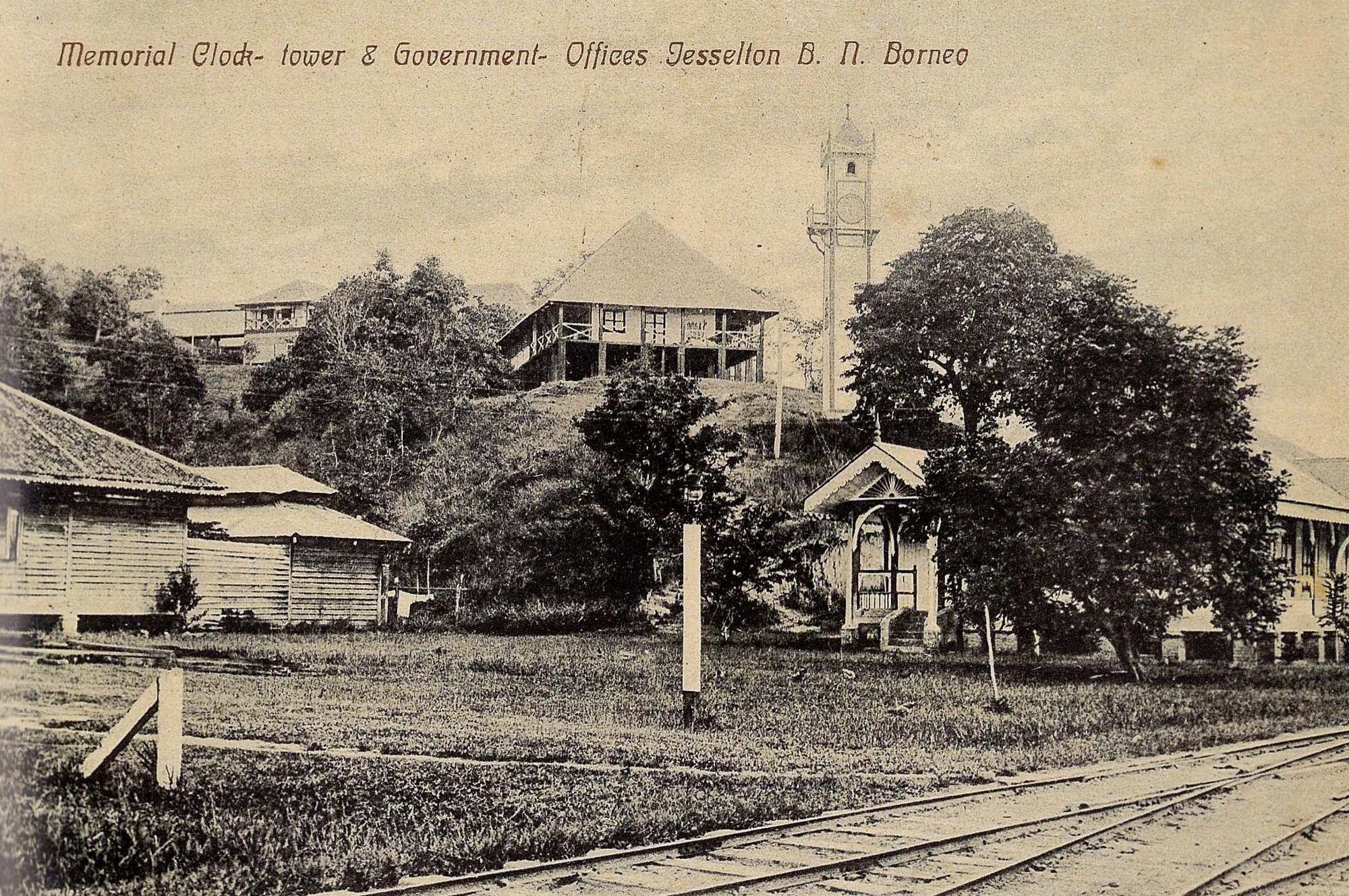
Atkinson Clock Tower, ca. 1910

Der Atkinson Clock Tower oder Atkinson Memorial Clock Tower ist ein Uhrturm in Kota Kinabalu, der Hauptstadt des malaysischen Bundesstaats Sabah die älteste stehende Struktur in Kota Kinabalu. Der zum Gedenken an F. G. Atkinson errichtete Uhrturm diente über viele Jahre als Schifffahrtszeichen und gehört heute zum historischen Erbe Sabahs.

## Geschichte

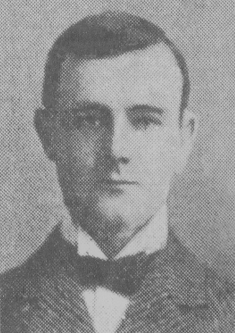
Francis George Atkinson

Der Uhrturm wurde zum Gedenken an Francis George Atkinson errichtet. Atkinson war Jesseltons erster District Officer. Er starb nach nur eineinhalb Jahren Amtszeit am 28. Dezember 1902 im Alter von 28 Jahren an Malaria, damals auch als "Borneo-Fieber" bekannt. Zum Andenken an ihren Sohn schenkte seine Mutter, Mary Edith Atkinson, der Stadt Jesselton eine Uhr mit zwei Zifferblättern, die – so beschloss man später – einen eigenen Uhrenturm erhalten sollte. Der Bau des Turms wurde am 20. April 1905 in Auftrag gegeben. Ebenso wurde eine Straße nach ihm benannt – der Atkinson Drive, der die Tuaran Road über die Hügelkette hinweg mit dem Stadtzentrum von Kota Kinabalu verbindet.:S. 25
Der Uhrturm bestand ursprünglich aus Merbau (Intsia bijuga), einem extrem widerstandsfähigen und termitensicheren Tropenholz. Die Konstruktion wurde von Atkinsons Freunden finanziert und höchstwahrscheinlich mit der Unterstützung von Schiffsbauern der im Hafen von Jesselton festmachenden Marineschiffen (die Zimmermannsarbeiten im Inneren des Uhrturms tragen die Kennzeichen eines Schiffszimmermanns). Noch während der Bauzeit wurde die Uhr am 19. April 1905 in Betrieb genommen und das Geläut konnte in der ganzen Stadt vernommen werden. Die Bauarbeiten wurden noch im Jahr 1905 beendet. Die Glocke stammte aus der Glockengießerei William Potts and Sons in Leeds, England.:S. 31
Mit einer Höhe von 15,24 Metern und einer Grundfläche von 1,9 × 1,9 Metern und gekrönt von einer Wetterfahne mit den Initialen der vier Himmelsrichtungen steht der Uhrturm der Stadt zugewandt auf einer Anhöhe vor zwischen der Innenstadt und dem Signal Hill. An der Landungsbrücke anlegende Schiffe benutzen den Glockenturm als Navigationshilfe, da er von der See aus gesehen werden konnte. Obwohl es schwer vorzustellen ist, dass der relativ schmale historische Glockenturm jemals ein Navigationspunkt für Schiffe gewesen war, diente der Atkinson Clock Tower bis in die 1950er Jahre als Schifffahrtszeichen.:p.27 Allerdings sind in den mehr als einhundert Jahren seit seinem Bau etliche hohe Geschäftshäuser auf dem schmale Streifen Land zwischen dem Signal Hill und dem Meer entstanden, die die freie Sicht aufs Meer versperren. Auf frühen Photographien von Jesselton ist allerdings gut zu erkennen, dass der Uhrturm einstmals weit und breit von keinem anderen Gebäude verdeckt oder überragt wurde.
In den 1950er Jahren befand sich das Sendegebäude von Radio Sabah hinter dem Glockenturm und Zeitzeugen berichten vom Schlagen der Glocken, dass halbstündlich im Hintergrund zu hören war.
Der Atkinson Clock Tower wurde 1983 als "Historisches Gebäude" gelistet und 1998 als denkmalgeschütztes Gebäude in das Kulturerbeverzeichnis des Bundesstaats Sabah aufgenommen. Trotzdem zählt der Uhrturm zu den gefährdeten historischen Gebäuden, da seine markante Lage durch den geplanten Bau einer 16-stöckigen Shopping-Mall verdeckt werden könnte. Eine Bürgerinitiative kämpft seit Bekanntwerden der Pläne für die Zurücknahme des Bebauungsplanes. Die Behördenvertreter schreckten in der Diskussion um den Atkinson Clock Tower nicht davor zurück, dem Uhrturm jeglichen Denkmalwert abzusprechen und gar zu inisinuieren, dass F.G. Atkinson ein Meuchelmörder gewesen sei.
Am 21. Juni 2011 wurde bekannt, dass das für Bebauungspläne zuständige Central Town and Country Planning Board (CTCPB) unter dem Druck des Bezirksgerichts Kontakt mit weiteren Behörden aufgenommen hatte, von denen das Umweltamt daraufhin eine Umweltverträglichkeitsprüfung mit Öffentlichkeitsbeteiligung forderte.

## Renovierungen
Der Uhrturm erfuhr im Laufe der Jahre mehrere Veränderungen durch Reparaturen und Renovierungen.
In den 1930er Jahren wurde das ursprünglich weiße Zifferblatt und seine schwarzen Ziffern und Zeiger gegen ein Zifferblatt mit einem dunklen Hintergrund und weißen Ziffern und Zeigern ausgetauscht.
Im Zweiten Weltkrieg wurden das Zifferblatt sowie etliche Zahnräder des Uhrwerks durch Maschinengewehrfeuer beschädigt. Der Uhrmacher von Jesselton, Wah Chien Chun von Yick Ming Watch Dealers, bekam 1946 den Auftrag, die Schäden zu reparieren und zukünftig das Aufziehen der Uhr und die technische Instandhaltung des Uhrwerks zu besorgen. Diese Aufgabe wurde später von seinem Sohn Wah Kay Yung fortgeführt.:S. 35
Zur sechzigjährigen Wiederkehr der Stadtgründung im Jahr 1959 wurde der Atkinson Clock Tower einer eingehenden Renovierung unterzogen. Teile des durch die tropische Witterung geschwächten Tragwerks aus Holz wurden gegen neue tropische Harthölzer ausgetauscht, ebenso große Teile des Dachs. Die Renovierung wurde am 7. November 1959 beendet. Tragischerweise wurde die Messingtafel, die am Fuß des Turms angebracht war, kurz nach dem Diamantenen Stadtjubiläum entwendet, möglicherweise von Metalldieben.:S. 31
Im Jahr 1961 erhielt der Atkinson Clock Tower neue Zifferblätter aus Acrylglas mit weißen Hintergrund und schwarzen Ziffern, wodurch die Beleuchtung des Zifferblatts von innen ermöglicht wurde.
Die letzte große Renovierung des Bauwerks fand 2012 unter der Leitung des Sabah Museum statt. Neben dem Austausch von Teilen der Holzstruktur und einem neuen Farbanstrich war der Austausch einzelner Komponenten des Uhrwerks erforderlich.
Trotz aller Umbauten und Reparaturen steht der Uhrturm exakt an der gleichen Stelle wie bei seiner Einweihung im Jahr 1905.

## Ausstellung
Anfang 2012 war die Geschichte und die Zukunft des Uhrturms Thema einer Ausstellung im Hotel Sixty3 in der Gaya Street. Die Ausstellung wurde von der Vereinigung North Borneo History Enthusiasts (NBHE) im Rahmen der Veranstaltung Bonding With Gaya Street organisiert und in Kooperation mit dem Sabah Museum, dem Sabah State Archives, dem Sabah Information Department und dem Kulturerbe-Aktivisten Nelson Sokial vorbereitet.